# Мацумото, Рика
Рика Мацумото (яп. 松本 梨香 Мацумото Рика, 30 ноября, 1968, префектура Канагава) — японская сэйю и певица. Рика Мацумото также является одним из основателей рок-группы JAM Project.

## Об артистке
В юные годы Рика Мацумото выступала на сцене, после чего стала заниматься озвучиванием персонажей и пением. Стала известна благодаря роли Сатоси (Эша Кетчума), главного протагониста аниме «Покемон». Также Мацумото исполнила ролям Рио Бакуры и Ями Бакуры в аниме Yu-Gi-Oh! Она специализируется на ролях молодых людей.
В 1993 году Рика Мацумото заняла 11-е место в Гран-при журнала Animage в списке лучших сэйю.
Помимо нескольких десятков главных и второстепенных ролей в сериалах, у Мацумото было собственное радио-шоу в Японии. Она также занималась дублированием американских фильмов и сериалов на японский язык. В 2008 году Мацумото объявила об уходе из группы JAM Project и занялась сольной карьерой.

## Роли в аниме
1988
- Dondon Domeru to Ron — Блэкки

1989
- Wrestler Gundan Seisenshi Robin Jr. — Цуёси Ди

1991
- Zettai Muteki Raijin Ou TV — Юга Дзин

1992
- Легенда о Храбром Да-Гарне — Сэйдзи Такасуги
- Zettai Muteki Raijin Ou (1992) — Юга Дзин
- Space Oz no Bouken — Малыш-динозавр
- Yuu Yuu Hakusho TV — Киёси Митарай

1993
- Мобильный воин ГАНДАМ Виктория — Варрен Трейс / Харо / Ренда
- Yuu Yuu Hakusho (1993) — Коасюра

1994
- Ослепительная Грязная Парочка — Кэй
- Последняя фантазия: Легенда кристаллов — Претц
- Новая Милашка Хани — Тёккэй Хаями
- Bakuen Campus Guardress — Хадзуми Дзинно
- Вперёд, Анпанман! (фильм #06) — Ририка
- Компания по борьбе с духами — Аяка Кисараги
- Ai to Yuuki no Pig Girl Tonde Buurin — Кэйко Куроха
- Kagaku Ninja-Tai Gatchaman (1994) — G-4 — Дзинпэй (Ласточка)

1995
- Нинку (ТВ) — Фусукэ Нинку
- Azuki-chan TV — Мидори (Дзидама) Кодама
- Otenki Onesan — Кэйко Накадай
- Миюки в Стране Чудес — Сумирэ
- Исследователи руин — Рася
- Mama wa Poyopoyosaurus ga o Suki — Мирай Поёта (Мать)
- Twin Signal — Нобухико Отой
- Azuki-chan (1995) — Мидори (Дзидама) Кодама

1996
- Tokuma Sentai Shinesman — Ёута Мацумото
- Boku no Marie — Хибики
- Idol Fight Suchie-Pai II — Лимонпай
- Shamanic Princess — Грэхэм / Джаполо
- Икс — Фильм — Натаку
- Вы арестованы (ТВ-1) — Футаба Аой

1997
- Покемон (ТВ) — Сатоси (Эш)

1998
- Звездные рыцари со Звезды изгоев — Джеймс (Джим) Хокинг
- Bomberman B-Daman Bakugaiden — Сирингэ
- Идеальная синева — Руми
- Триган (ТВ) — Кайте
- Увидеть тебя в моих мечтах OVA — Намико Исобэ
- Покемон: Мьюту против Мью — Сатоси (Эш)
- Pikachu no Natsuyasumi — Сатоси (Эш)
- Увидеть тебя в моих мечтах (ТВ) — Намико Исобэ
- Pikachu no Fuyuyasumi (1999) — Сатоси (Эш)

1999
- Bomberman B-Daman Bakugaiden V — Витчи
- Вы арестованы (спэшлы) — Футаба Аой
- Вы арестованы (фильм) — Футаба Аой
- Senkaiden Houshin Engi — Райсинси
- Покемон (фильм 02) — Сатоси (Эш)
- Сол Бьянка: Сокровища погибших планет — Эйприл
- Здесь и сейчас — Сис

2000
- Югио! (ТВ-2) — Рё Бакура (вторая часть)
- Покемон (фильм 03) — Сатоси (Эш)
- Люпен III: Война из-за одного доллара (спецвыпуск 12) — Санди
- Pocket Monsters: Mewtwo! Ware wa Koko ni Ari — Сатоси (Эш)

2001
- Star Ocean Ex — Опера Вектра
- Вы арестованы (ТВ-2) — Футаба Аой
- Blue Remains — Сари
- Вандред: Второй уровень (ТВ) — Фаниэта (эп. 9)

2002
- Ган Фронтир — Синунора
- Вы арестованы OVA-2 — Футаба Аой
- Dragon Drive — Мукаи
- История юного Ханады — Киёхэй
- Bomberman Jetters — Мисти
- Pocket Monsters Advanced Generation — Сатоси (Эш)

2003
- Манускрипт ниндзя: новая глава (ТВ) — Нэкобэ

2004
- Гокусэн — Сидзука Фудзияма
- Гравион 2 — Профессор Барнетт

2005
- Okusama wa Mahou Shoujo — Фрэя
- Покемон (фильм 08) — Сатоси (Эш)
- Парадайз Кисс — Джордж в детстве (эп. 10)

2006
- Senritsu no Mirage Pokemon — Сатоси (Эш)
- Покемон (фильм 09) — Сатоси (Эш)
- Покемон: Алмаз и Жемчуг — Сатоси (Эш)

2007
- Покемон (фильм 10) — Сатоси (Эш)
- Рояль в лесу — Дайгаку Канэхира
- Вы арестованы (ТВ-3) — Футаба Аой
- MapleStory — Поду

2008
- Покемон (фильм 11) — Сатоси (Эш)

2009
- Покемон (фильм 12) — Сатоси (Эш)

## Дискография

### Другие песни
- Get a Dream (заставка Sunrise Eiyuutan/Sunrise Eiyuutan R)
- Alive A life (заставка токусацу Камен Райдер Рюки)
- Mezase Pokémon Master (заставка первого сезона аниме Покемон)
- Mezase Pokémon Master 98 (заставка полнометражного мультфильма Покемон: Мьюту против Мью)
- Mezase Pokémon Master 2001 (заставка полнометражного мультфильма Покемон: Селеби — Голос Леса)
- Mezase Pokémon Master 2002 (заставка полнометражного мультфильма Покемон: Латиас и Латиос)
- Oyasumi, Boku no Pikachu
- Pokémon Master e no Michi (заставка)
- Taipu: Wairudo (эндинг второго сезона аниме Покемон)
- Raibaru! (заставка второго сезона аниме Покемон и полнометражного фильма «Сила Избранного»)
- Minna de Aruko!
- Minna ga Itakara
- OK!
- OK! 2000
- Charenjā!
- Supāto!
- Hai Tatchi!
- Hai Tatchi! 2009
- Burning Soul
- Chiisana Dai Bouken
- Besuto Uisshu!
- In Your Heart
- Yajirushi ni Natte!
- Yajirushi ni Natte! 2013
- V (Volt) (Alternate Version)
- Getta Ban Ban (Alternate Version)
- XY&Z
- Alola!!
- Mezase Pokémon Master 20th Anniversary (заставка сериала Покемон: Солнце и Луна и полнометражного фильма «Я выбираю тебя!»)
- Mezase Pokémon Master 20th Anniversary Ballad ver.
- Oyasumi, Boku no Pikachu 2017 ver.
- Mezase Pokémon Master '98 (2019 Ремастер) (заставка полнометражного мультфильма «Мьюту наносит ответный удар — Эволюция»)
- Go! Now! ~Alive A life neo~ (эндинг спин-оффа Камен Райдера Зи-О — Время Райдера: Камен Райдер Рюки)